# 東ティモール (州)

東ティモール
Timor Timur (インドネシア語)
Timór-Lorosa'e (テトゥン語)

東ティモール（ひがしティモール、インドネシア語: Timor Timur）は、インドネシアによる東ティモール占領下の1976年から1999年まで存在した、事実上のインドネシアの州である。

## 解説
ポルトガルから東ティモール民主共和国として独立した9日後の1975年12月7日に、インドネシアによる侵攻が行われ、1976年7月17日にインドネシアに併合され、27番目の州となった。しかし、国際連合はこの併合を認めず、ポルトガルを正式な宗主国としていた。
1999年8月30日に国連主催の独立の是非を問う住民投票が行われ、東ティモール人による賛成が大多数を占めた。これを受けて、投票の結果を不服としていた併合派の民兵と、その後ろ盾であるインドネシア国軍が東ティモール紛争を引き起こし、これを鎮圧するべく東ティモール国際軍が派遣され、1999年10月19日にインドネシアは併合を正式に取り消した。

## 地方行政区分
この州は13の県（カブパテン）、1つの行政町（コタ・アドミニストラティフ）、そしてそれらに属する郡（クチャマタン）に分割された。
- ディリ行政町
- ディリ県
- バウカウ県
- マナトゥト県
- ラウテン県
- ヴィケケ県
- アイナロ県
- マヌファヒ県
- コヴァ・リマ県
- アンベノ県
- ボボナロ県
- リキシャ県
- エルメラ県
- アイレウ県